# Gaston Bridel
Gaston Bridel, né le 1er décembre 1895 à Montreux et mort le 23 mai 1982 à Prilly, est un journaliste suisse. Il est rédacteur en chef de la Tribune de Genève de 1938 à 1960.

## Biographie
Gaston Bridel est le fils d'Eugène Bridel (décédé en 1929), pasteur protestant, et d'Alice Bridel, née Boiceau (décédée en 1946). Il a six frères et sœurs.
Il étudie la théologie et la philosophie à l'Université de Lausanne. Marié à Simone Bridel, née Dubrit, il a trois enfants avec elle, dont l'avocate Danielle Bridel et Claude Bridel, recteur de l'Université de Lausanne. Simone Bridel décède un an et demi avant lui, en 1980.
Entre 1944 et 1946, Gaston Bridel est président de l'Association de la presse suisse (renommée plus tard Impressum). Amateur de théâtre, il est responsable de la critique théâtrale dans son journal. Il est président (1930-1938), puis président d'honneur du Théâtre du Jorat à Mézières. Il y participe aussi à titre d'acteur, incarnant entre autres le Major Davel dans le drame éponyme de René Morax. Il a été membre du conseil d'administration, et en 1974, membre honoraire de l'Alliance culturelle romande (fondée en 1961). Il a aussi été membre de la Commission suisse pour l'UNESCO.

## Carrière professionnelle
Gaston Bridel entre au journal La Gazette de Lausanne en tant que rédacteur en chef en 1919, puis il est nommé secrétaire général en 1927. En 1938, il devient directeur et rédacteur en chef de la Tribune de Genève, qui, sous sa direction, gagne en popularité et en qualité. Il prend sa retraite à la fin de 1960.

## Écrits
Le Théâtre en Suisse romande, Luzern : Theaterkultur-Verlag 1937 (Jahrbuch der Schweizerischen Gesellschaft für Theaterkultur; 9, 1937).